# Rohtas (huyện)
Huyện Rohtas là một huyện thuộc bang Bihar, Ấn Độ. Thủ phủ huyện Rohtas đóng ở Susaram. Huyện Rohtas có diện tích 3850 ki lô mét vuông. Đến thời điểm năm 2001, huyện Rohtas có dân số 2448762 người.